# Đình Đại Phùng
Đình Đại Phùng là một ngôi đình có vị trí nằm ở xã Đan Phượng, huyện Đan Phượng, thành phố Hà Nội. Ngôi đình này được Thủ tướng Chính phủ Việt Nam quyết định xếp hạng và công nhận là di tích quốc gia đặc biệt vào năm 2020. Đình nổi tiếng được biết đến với nghệ thuật kiến trúc gỗ cổ được coi là kinh điển quý hiếm ở Việt Nam.

## Vị trí
Đình Đại Phùng có vị trí toạ lạc tại xã Đan Phượng, huyện Đan Phượng. nằm sát bờ sông Đáy, cách sông Hồng 7 km và nằm trên vị trí đất cao. Đình này còn chiếm được vị thế cao nhất của làng, mặt chính quay hướng Tây, có lệch sang hướng Bắc một ít. Trước mặt đình vài trăm mét là sông Đáy chảy từ phải qua trái, thuận lợi cho nghề nông và thương nghiệp trong quá khứ. Bên trái đình là Ngôi chùa Tam Giáo và xóm làng trù phú bao quanh.

## Lịch sử
Tên đình Đại Phùng được gọi theo tên làng, nay thuộc Xã Đan Phượng, huyện Đan Phượng. Tên gọi này được định hình từ ít nhất là năm 1684. Dựa vào dấu tích nghệ thuật còn tồn tại, ngôi đình này được tin rằng đã xây dựng vào khoảng cuối thế kỉ 17. Đình Đại Phùng thờ hai vị thần là Tích Lịch Hòa Quang và tướng Vũ Hùng.
Năm 2010, đình được trùng tu lớn với kinh phí trên 20 tỷ đồng, được gắn biển Công trình kỷ niệm đại lễ 1000 năm Thăng Long – Hà Nội.  Năm 2020, đình Đại Phùng được Thủ tướng Chính phủ ký Quyết định xếp hạng Di tích quốc gia đặc biệt.

## Kiến trúc
Đình Đại Phùng được dựng theo dạng chữ nhất, chỉ có một toà nhà lớn mặt nền hình chữ nhật với chiều dài xấp xỉ hơn 21m và chiều rộng 11,37m.  Đình có 3 gian, 2 chái, 2 dĩ với 6 hàng chân cột. Gian giữa có diện tích lớn nhất. Kích thước này được đánh giá là tương thích với hệ mặt bằng chung của các ngôi đình xứ Đoài nổi tiếng đương thời. Ngay sát toà Đại Đình cũng là một toà tiền tế làm nơi sinh hoạt tế lễ của làng, nhiều khi toà tiền tế này còn thay đại đình tham gia công việc của làng. Bên phải toà này có dòng chữ "Cảnh Hưng thập ngũ niên, mạnh hạ cốc nhật tu tạo đại cát" (ý đề cập tới thời gian xây dựng vào năm Cảnh Hưng thứ 15 – năm 1574). Tuy vậy, dòng chữ được nhận định là không đáng tin cậy vì di tích gắn liền với niên đại Cảnh Hưng thường là nghệ thuật khắc chìm hoặc nổi, nhưng ở đây được viết bằng mục đen. Kiến trúc này đã che chắn mặt trước của đình, bị xem là không những không có tác dụng tôn cao giá trị của kiến trúc chính mà còn làm hạn chế và tính bề thế của đình.
Sau nhiều thời gian cùng biến cố lịch sử, người dân đã làm lu mờ nhiều dấu tích thành phần thuộc mặt bằng của đình, tới ngày nay chỉ còn hai kiến trúc là toà Tiền tế và toà Đại đình cùng một sân lát gạch ở phía trước. Ao đình và ba phía bên cạnh đình đã bị nhà dân cùng đường đi lấn chiếm cận kề, qua đó tính phong thuỷ của đình phần nào bị phá vỡ.

## Nghệ thuật chạm khắc
Cũng như nhiều ngôi đình tại xứ Đoài, Đình Đại Phùng có điểm nổi bật nhất nằm ở nghệ thuật chạm khắc. Nghệ nhân đã sử dụng một số kĩ thuật chạm khắc như chạm bong, lộng, nổi cao... và nhiều đề tài và bố cục. Đó là biểu tượng gắn liền với thế lực tâm linh mang ước vọng cho một mùa màng bội thu của người dân, là những linh vật ở những trạng thái tĩnh, động khác nhau, vừa thể hiện vui tươi và cũng nghiêm trọng. Nhưng nổi bật hơn cả là hình tượng gắn với hoạt cảnh liên quan tới cuộc sống dân thường. Trong điêu khắc của đình Đại Phùng, hình tượng con người được thể hiện vào điểm xuyết vào nền của rồng và đao mác.

## Lễ hội
Lễ hội đình Đại Phùng được tổ chức mỗi năm 3 lần. Ngày 18 tháng Giêng là ngày đản sinh của thánh Vũ Hùng, cũng là lễ hội lớn nhất trong năm của đình. Ngày lễ hội thứ hai là  ngày 12 tháng 2 để tưởng nhớ thần Tích Lịch Hào Quang, vị thần hoàng chung của cả tổng Phùng; còn ngày lễ thứ ba là ngày 18 tháng 11, kỷ niệm ngày hóa của Vũ Hùng.